# Jérémy Denisty
 (mai 2017).
Si vous disposez d'ouvrages ou d'articles de référence ou si vous connaissez des sites web de qualité traitant du thème abordé ici, merci de compléter l'article en donnant les références utiles à sa vérifiabilité et en les liant à la section « Notes et références ».
Jérémy Denisty, né le 3 octobre 1991 à Bruges, est un acteur belge.

## Biographie
Jérémy est né le 3 octobre 1991 à Bruges. Il vit son enfance à Loupoigne, et poursuit ses études secondaires au Collège Cardinal Mercier de Braine-l'Alleud en Belgique.
Sachant lire à 4 ans et demi, Jérémy fait ses premiers pas sur les planches à 5 ans et suit, dès l’âge de 7 ans, des cours d’Arts de la parole et de Théâtre.
En 2002, il participe à l’enregistrement d’un conte Les bulles de l’espoir, à l’initiative du délégué général aux droits de l’enfant de la Communauté française. En 2003, il présente avec un pantin animé un spectacle donné en faveur de personnes handicapées. 
En 2004, Jérémy est invité à déclamer une chanson d’Axelle Red lors du spectacle Mamano en faveur de Child Focus. C’est à ce moment que Jérémy prend réellement conscience de sa passion pour le théâtre.
Sa carrière cinématographique démarre en 2005 lorsque Jérémy s’inscrit au casting pour le film Nos jours heureux  et est retenu par les réalisateurs Éric Toledano et Olivier Nakache. Il y joue le rôle du Belge, Timoty aux côtés d’acteurs tels que Jean-Paul Rouve, Marilou Berry, Omar Sy et Joséphine de Meaux.
Suit en 2006 Big City, un film de Djamel Bensalah, dans lequel Jérémy interprète le rôle de William White un des principaux antagonistes, dans le rôle du maire et qui n'est qu'un personnage tyrannique, l’antipode du sympathique Timoty de Nos jours heureux. Jérémy y joue aux côtés d’Eddy Mitchell, Vincent Valladon et Samy Seghir.
De novembre 2005 à juin 2007, Jérémy endosse le rôle d’Ado-reporter pour l’émission Les auditeurs ont la parole, présentée par Pascal Vrebos et Barbara Mertens sur Bel RTL et se découvre une nouvelle passion, le monde de la radio.  
Début 2008, Djamel Bensalah, en tant que producteur cette fois, invite Jérémy à interpréter Charles de Chazelle dans Neuilly sa mère !. Ce film, réalisé par Gabriel Julien-Laferrière pour lequel il avait déjà eu l’occasion de tourner auparavant, réunit une flopée d’acteurs confirmés tels que Rachida Brakni, Denis Podalydès, Valérie Lemercier, Armelle, Michel Galabru, Olivier Baroux, Pierre Ménès, Julien Courbey, Josiane Balasko, l’humoriste Booder et Samy Seghir avec lequel il avait déjà eu l’occasion de travailler sur Big City.
De septembre 2009 à juin 2010, Jérémy a refait sa terminale à la Plymouth High School dans le Michigan aux États-Unis, où il a pris part active à la vie locale en tant qu’animateur radio.
Il a suivi une licence en Sciences Politiques à l'Université catholique de Louvain.

## Filmographie

### Cinéma
- 2006 : Nos jours heureux de Éric Toledano et Olivier Nakache : Timoty
- 2007 : Big City de Djamel Bensalah : William White
- 2009 : Neuilly sa mère ! de Gabriel Julien-Laferrière : Charles de Chazelle
- 2012 : Sea, No Sex and Sun de Christophe Turpin : Dimitri
- 2018 :  Neuilly sa mère, sa mère ! de Gabriel Julien-Laferrière : Charles de Chazelle

### Télévision

#### Séries télévisées
- 2010 - 2012 : Plan Biz[2]

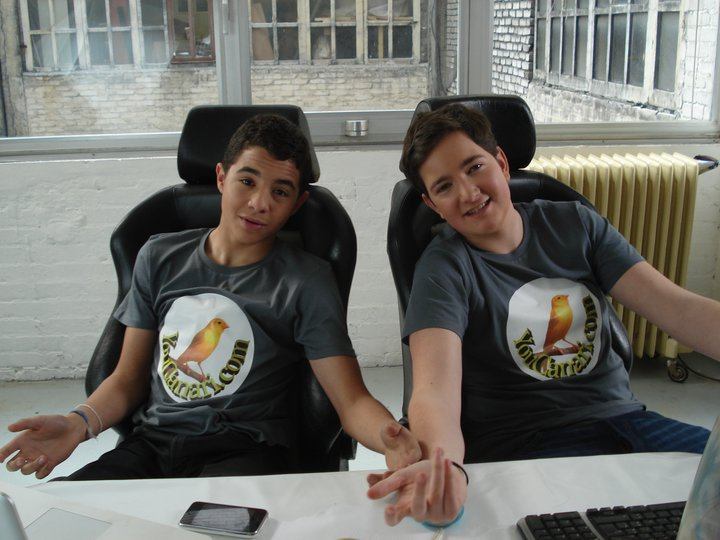
Avec Samy Seghir.

- 2022 : Scènes de ménage (un comédien engagé comme fils de Monsieur Boursier, le propriétaire de Léo et Leslie)